# Nemoraea fenestrata
Nemoraea fenestrata là một loài ruồi trong họ Tachinidae.